# Kibuye (vattendrag i Burundi, Gitega)
Kibuye är ett vattendrag i Burundi.   Det ligger i provinsen Gitega, i den centrala delen av landet, 60 kilometer sydost om huvudstaden Bujumbura.
I omgivningarna runt Kibuye växer huvudsakligen savannskog. Runt Kibuye är det ganska tätbefolkat, med 230 invånare per kvadratkilometer.